# El Bosc de Salou
El Bosc de Salou és una masia del municipi de les Masies de Roda (Osona), que és considerat bé cultural d'interès local.

## Descripció
Masia de planta rectangular amb coberta a dues vessants i el carener paral·lel a la façana. El portal d'entrada a la casa té forma d'arc escarser adovellat. Destaquen les obertures de la façana principal, que tenen els brancals, l'ampit i la llinda elaborats amb pedra tallada.
L'edifici, que consta de planta baixa i primer pis, està construït amb pedra lligada amb morter de calç. La coberta és de bigues de fusta i teula àrab.
A costat i costat del cos principal, s'hi adossen dues edificacions de planta baixa que segueixen la mateixa tipologia constructiva.
La masia té una cisterna que encara està en ús.